# 向燊
向燊（1864年—1928年），字乐谷，号抱蜀子，清湖南衡山县白莲寺（今衡东县白莲乡）人。
年幼時被稱為神童。三十歲後入县学，补廪膳生，師從王闿运。留学日本。1916年任湖南湘江道尹。又曾任湖南省财政厅长。工書法，马宗霍《霋岳楼笔谈》评其：“乐榖先生早岁法钟元常，丰腴莹厚。继仿李仲璇，用功至深，尤多异趣。篆写盂鼎，方拙入古。”晚年棄官，以卖字鬻画自给。